# Johann Ladislaus Pyrker

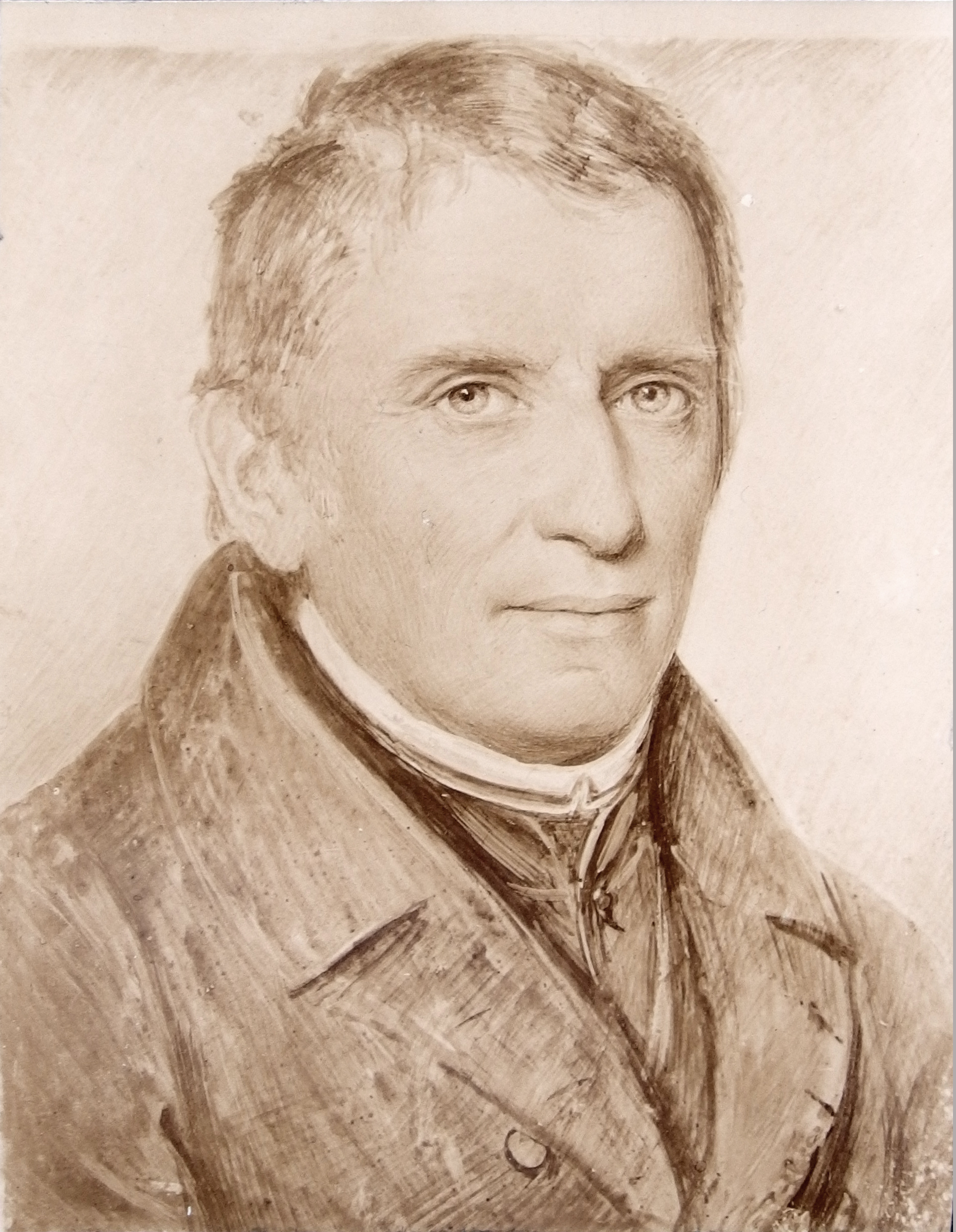
Johann Ladislaus Pyrker, Patriarch von Venedig, gemalt von August Grahl, 1821

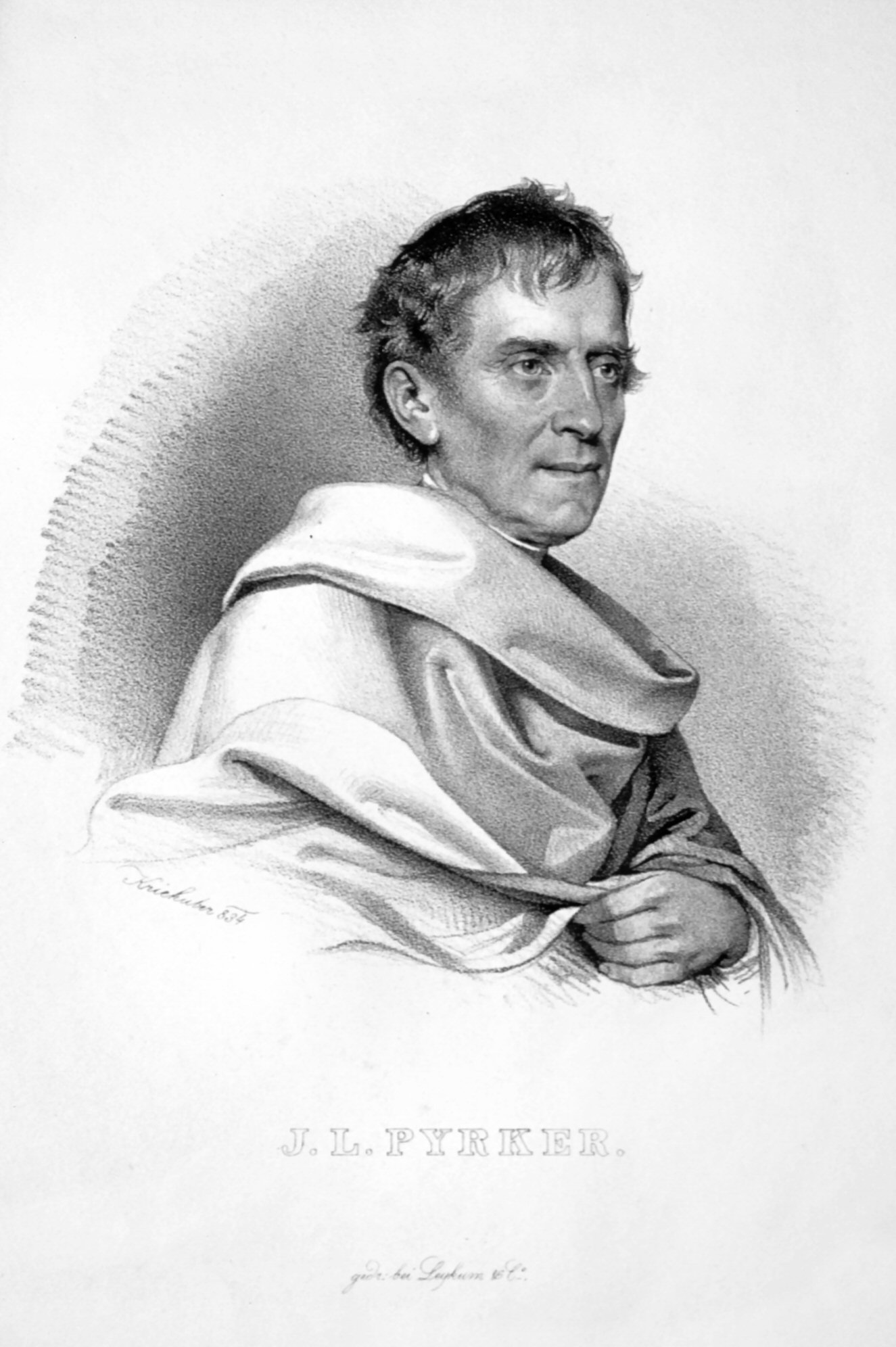
Johann Ladislaus Pyrker als Zisterziensermönch in Kukulle (Lithographie von Josef Kriehuber, 1834)

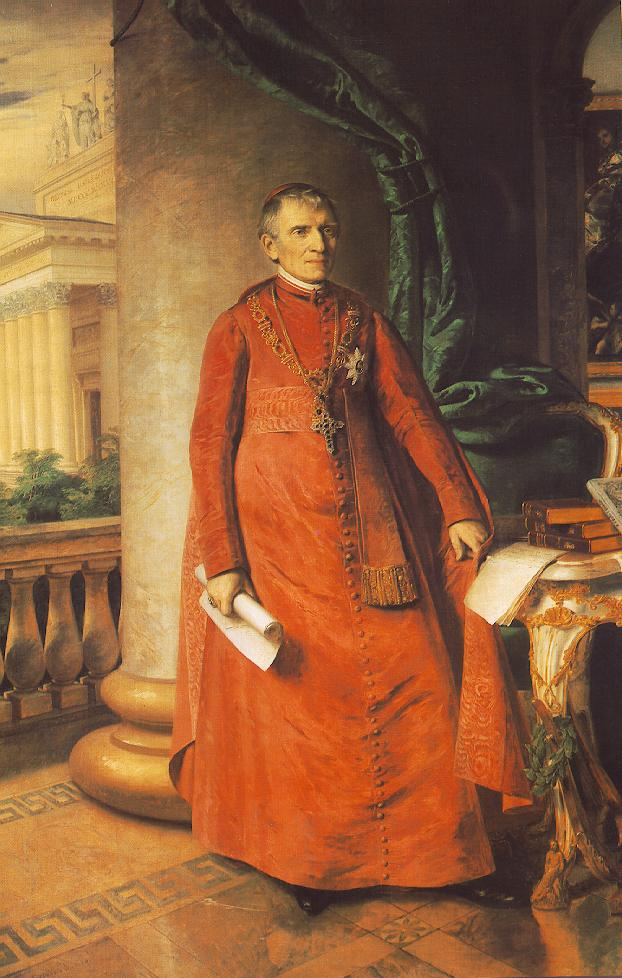
Pyrker als Bischof von Eger im Ornat eines Patriarchen von Venedig (Gemälde von Miklós Barabás, 1842)

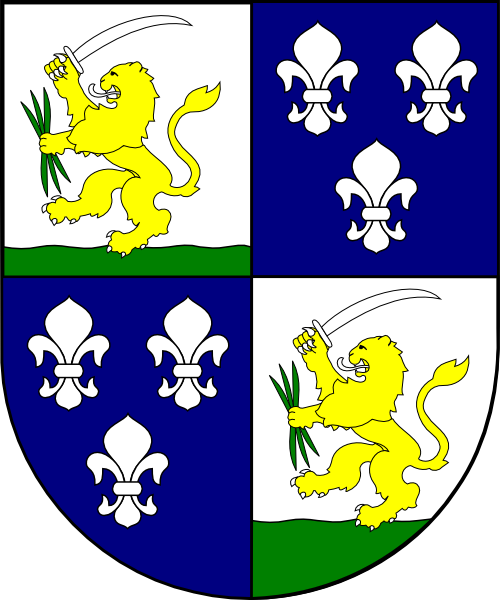
Wappenschild als Erzbischofs von Eger (1827–1847)

Johann Ladislaus Pyrker SOCist, eigentlich Pyrker von Felső-Eör (Oberwart) (* 2. November 1772 in Nagyláng, Ungarn als Johann Pircher; † 2. Dezember 1847 in Wien) war ein österreichischer Dichter und römisch-katholischer Bischof.

## Leben
Johann Ladislaus Pyrker war der Abkömmling eines alten Tiroler Adelsgeschlechts. Er wuchs zweisprachig im Komitat Stuhlweißenburg auf, wo sein Vater Gutsverwalter war. Auf der Akademie zu Fünfkirchen/Pécs widmete er sich anfangs philosophischen und philologischen Studien, trat aber nach einigen Jahren in das Zisterzienserstift zu Lilienfeld in Niederösterreich ein. Nach vollendeten theologischen Studien im Seminar zu St. Pölten empfing er 1796 die Priesterweihe, wurde 1807 Pfarrer in Türnitz, 1812 Abt des Stiftes Lilienfeld, 1818 Bischof von Zips und 1821 Patriarch zu Venedig sowie Primas von Dalmatien. Die Bischofsweihe spendete ihm am 14. April 1819 der Wiener Erzbischof Sigismund Anton von Hohenwart; Mitkonsekrator war der Wiener Weihbischof Matthias Paulus Steindl.
Um etwa 1816 wandelte er seinen bisherigen Familiennamen Pircher in „Pyrker“ um, weil ein Adeliger namens Pyrker von Felsö-Eör die Familie Pircher als Verwandte anerkannte.
Seit 1827 war Pyrker Erzbischof von Erlau/Eger und Erbobergespan der Heveser Gespanschaft. Dabei trat er überall als Gründer und Förderer von Schulen, Bildungsinstituten und karitativen Einrichtungen hervor. So gründete er unter anderem in Karlsbad/Karlovy Vary und Gastein Kurhäuser für Kriegsinvalide, in Erlau ein Dorfschullehrerseminar und spendete zur Erneuerung des Doms zu Erlau im klassizistischen Stil 10.000 Gulden.
Sein literarisches Werk umfasst historische Dramen (Die Korwinen, Karl der Kleine, Zrínyis Tod), an Klopstock anknüpfende Patriarchaden, sowie historische Versepen in rhetorisch-klassizistischem Stil. Seine Dichtungen sind von nationalem Pathos und Religion geprägt. Die meisten sind in dem Kloster Lilienfeld entstanden. Er machte sich überdies auch als Kunstmäzen verdient (Josef Danhauser). So vermachte er seine Gemäldesammlung dem Ungarischen Nationalmuseum. Pyrker gilt als ein Förderer Grillparzers und Schuberts. Dieser widmete ihm 1821 ein Liederheft (op. 4), das u. a. die berühmte Komposition Der Wanderer enthielt. Auch Grillparzers Gedicht Abschied von Gastein ist Pyrker zugedacht, als Dankeszeichen für Beistand in einer Schaffenskrise. Pyrker war 1847 Gründungsmitglied der Österreichischen Akademie der Wissenschaften, seit 1844 Ehrenmitglied der Ungarischen Akademie, der k. k. Akademie der Bildenden Künste Wien, sowie zahlreicher anderer Akademien Europas.
Pyrker setzte sich für eine Thermalwasserleitung vom Wildbad Gastein nach Hofgastein bei Kaiser Franz I. ein, die 1828 genehmigt wurde. Siehe auch Geschichte in Bad Hofgastein.
Er stiftete 1832 eine Badeanstalt für das k.k. Militär und ließ 1834 eine Sommervilla erbauen, die später als Pfleggericht bzw. später als Bezirksgericht Gastein genutzt wurde. Die Stiftung existiert noch heute als „Erzbischof Ladislaus von Pyrker und Erzherzog Albrecht Gasteiner Badestiftung“ und betreibt eine Gesundheitseinrichtung.
Im Jahr 1894 wurde in Wien-Döbling (19. Bezirk) die Pyrkergasse nach ihm benannt. In Lilienfeld, Türnitz, Bad Hofgastein und Eger gibt es jeweils eine Pyrkerstraße. In Bad Gastein sind die Streusiedlung Pyrkershöhe und eine Pyrkershöhenstraße nach ihm benannt. Seit 1997 gibt es am Hamplplatz ein Ladislaus-Pyrker-Denkmal und seit 2022 einen Ladislaus-Pyrker-Brunnen. Ein Ladislaus-Pyrker-Brunnen ist auch in Türnitz zu finden.
2022 gab es im Stift Lilienfeld eine Gedenkausstellung für den ehemaligen Abt. Im März 2023 wurde eine Gedenktafel an seinem Sterbehaus in Wien-Innere Stadt, Sterngasse 3 enthüllt.

## Werke
- Die Corwinen (1810)
- Karl der Kleine, König von Ungarn (1810)
- Zrínyis Tod (Drama, 1810)
- Lilienfeld’s Freude (Einzeldruck, St. Pölten 1814)
- Tunisias. Ein Heldengedicht in zwölf Gesängen (Wien 1820; 3. Auflage. Wien 1826 online – Internet Archive)[3]
- Perlen der heiligen Vorzeit (Wien 1821)
- Rudolph von Habsburg (Wien 1825)
- Legenden der Heiligen auf alle Sonn- und Feiertage des Jahres (Wien 1842)
- Bilder aus dem Leben Jesu und der Apostel (Leipzig 1842)
- Lieder der Sehnsucht nach den Alpen (Stuttgart 1845).
- Bilder aus den heiligen neuen Bunde und Legenden (2. Auflage. Wien 1847)

Werksausgaben
- Sämtliche Werke (Stuttgart 1832–1834, 3 Bände).
- Johann Ladislaus Pyrker, Mein Leben 1772–1847